# Rampylla
Rampylla is een geslacht van vlinders van de familie snuitmotten (Pyralidae), uit de onderfamilie Phycitinae.

## Soorten
- R. lophotalis Heinrich, 1956
- R. orio Dyar, 1919
- R. polydectella Schaus, 1913
- R. subcaudata Dyar, 1919